# Abe Mango Dorsa
Gli Abe Mango Dorsa sono una struttura geologica della superficie di Venere.